# クレメラータ・バルティカ
クレメラータ・バルティカ（Kremerata Baltica）は、ラトビア・リガに本拠地がある室内オーケストラである。ドイツ・ハンブルクやオーストリアにも拠点がある。

## 沿革
1997年にギドン・クレーメルにより、バルト三国の若手奏者を集めて設立。現在までクレーメルが芸術監督を務めている。レパートリーはクラシック音楽の一般的なレパートリーの他、現代音楽や他ジャンルに及んでおり、曲により柔軟な編成を採っている。バルト三国各地でのコンサートの他、世界各地でツアーを行ったり、様々な音楽祭に出演したりしている。
レコーディングは、モーツァルトやショスタコーヴィッチの作品集、ピアソラ作品集などがある。